# Hugo Pratt
Hugo Pratt, nome d'arte di Ugo Eugenio Prat (Rimini, 15 giugno 1927 – Pully, 20 agosto 1995), è stato un fumettista e scrittore italiano.
Annoverato fra i maggiori autori di fumetti italiani, ha raggiunto una notorietà internazionale soprattutto con il personaggio di Corto Maltese, da lui ideato e uno dei più noti del fumetto italiano; Una ballata del mare salato, prima storia del personaggio, è considerata insieme a La rivolta dei racchi di Guido Buzzelli, uno dei primi esempi di romanzo a fumetti italiano.

## Biografia

### Origini

Pratt con il padre Rolando 1941

Ugo Eugenio Prat nacque a Rimini il 15 giugno del 1927, figlio di Rolando Prat, capo squadra della MVSN di origini provenzali ed inglesi da parte di padre, morto nel 1942 in un campo di concentramento francese dopo essere stato preso prigioniero in Africa orientale, e di Evelina Genero, figlia del poeta dialettale veneziano di origini marrane Eugenio Genero, che Pratt citerà in Corte Sconta detta Arcana. La sua vita si sviluppò soprattutto intorno alla città di Venezia, con cui ebbe un forte legame e ove sono ambientati due suoi fumetti, L'angelo della finestra d'oriente e Favola di Venezia. È proprio qui che fece il suo esordio nel 1943. In precedenza aveva soggiornato sei anni con la famiglia nell'Africa Orientale Italiana. Il nonno di Pratt, cresciuto ugualmente a Venezia, era di origine inglese e francese, mentre la nonna veniva dalla Turchia.

### Seconda guerra mondiale
Allo scoppio della seconda guerra mondiale la famiglia di Prat si trovava nell'Africa Orientale Italiana, dove il padre prestava servizio nella MVSN. Nel 1941 alla caduta dell'Africa Orientale Italiana la famiglia Prat fu internata in un campo di concentramento a Dire Daua dove il padre morì nel 1942. Un anno dopo Pratt poté rientrare in Italia grazie all'intervento a favore dei prigionieri della Croce Rossa e a Città di Castello frequentò fino a settembre un collegio militare. Nel 1943, dopo l'armistizio di Cassibile, aderì alla Repubblica Sociale Italiana e fu per breve tempo marò della Xª Flottiglia MAS militando nel Battaglione Lupo finché la nonna lo costrinse a ritornare a casa. Nell'autunno del 1944 rischiò invece di essere fucilato dalle SS, che temevano fosse una spia sudafricana. Nel 1945 raggiunse gli angloamericani e fu impiegato da questi come interprete per le armate Alleate, organizzandovi a Venezia degli spettacoli.

### Dopoguerra
La sua vocazione era però quella di raccontare storie simili a quelle con le quali era cresciuto: storie e romanzi di James Oliver Curwood, Zane Grey, Kenneth Roberts; e ancora i fumetti di Lyman Young (Cino e Franco), Will Eisner (The Spirit) e soprattutto Milton Caniff (Terry e i pirati). Fondò allora la testata Albo Uragano, in collaborazione con Mario Faustinelli e Alberto Ongaro, che dal 1947 divenne Asso di Picche - Comics, dal nome del suo personaggio di punta, Asso di Picche, un eroe mascherato dall'aderente costume giallo.
La rivista attirò numerosi giovani talenti come Dino Battaglia, Rinaldo D'Ami, Giorgio Bellavitis, mentre il personaggio di Asso di Picche riscuoteva sempre maggior successo, soprattutto in Argentina. Pratt vi si trasferì su invito della Editorial Abril con altri amici del "Gruppo di Venezia", e risiedette nella città di Buenos Aires per tredici anni.

### In Argentina
Dopo l'iniziale collaborazione con la Editorial Abril di Cesare Civita, Pratt si trasferì alla Editorial Frontera di Héctor Oesterheld: è in quegli anni che misero alla luce alcune serie molto importanti nella carriera dell'autore italiano: Junglemen, su testi di Ongaro, Sgt. Kirk, Ernie Pike e Ticonderoga, tutte scritte da Héctor Oesterheld, sceneggiatore dell'opera fantascientifica L'Eternauta (poi desaparecido).
Il suo tratto cominciò a fare proseliti, tanto che Pratt, prima con Alberto Breccia, quindi in Brasile, tenne dei corsi di disegno presso la Escuela Panamericana de Arte diretta da Enrique Lipszyc, alternando l'attività didattica con frequenti escursioni in Amazzonia, nel Mato Grosso e in altri luoghi esotici.
In quello stesso periodo realizzò anche il suo primo fumetto completo, Anna nella giungla. Questa serie di quattro storie, che presentava ancora pesanti influenze di Oesterheld, si pone come omaggio a quell'avventura classica con la quale si era formato negli anni giovanili e le cui atmosfere avrebbe riportato nelle due seguenti opere complete, Capitan Cormorant e Wheeling. Quest'ultima è un vero e proprio romanzo-fiume ispirato alle opere di Zane Grey e Kenneth Roberts, che mescola con metodica precisione fatti storici e fantasia, pratica che Pratt avrebbe raffinato più avanti con Corto Maltese.
Per alcuni anni ha insegnato disegno a Buenos Aires e recentemente sono stati pubblicati alcuni bozzetti di quell'attività.

### Il ritorno in Italia: Corto Maltese

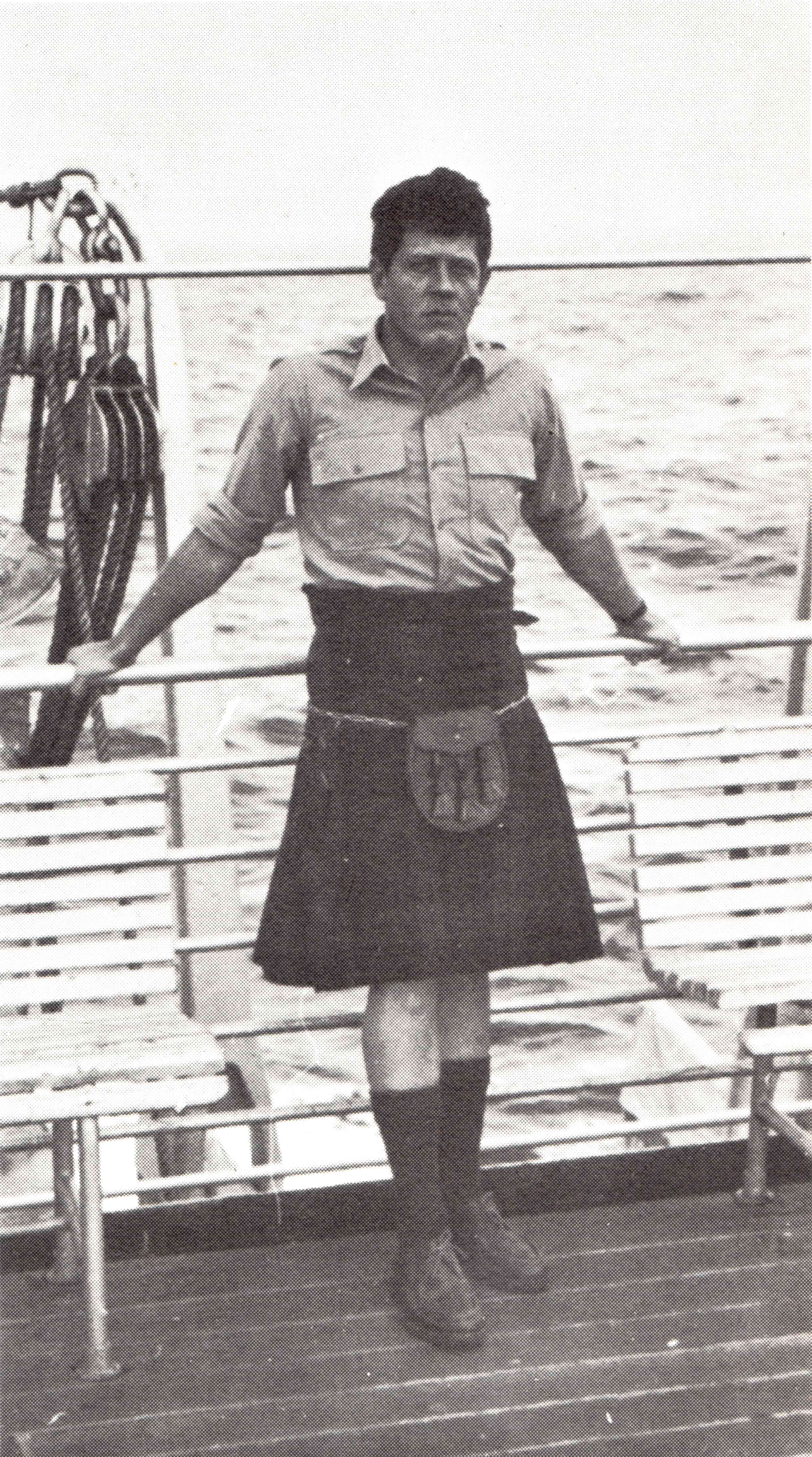
Pratt nel 1960

Tra il 1959 e il 1960 Pratt si trasferì a Londra dove disegnò una serie di brevi storie di guerra per Fleetway Publications (in Italia pubblicate sulla collana Eroica e Supereroica); quindi, senza successo, tentò la via degli Stati Uniti, per poi tornare in Sudamerica, da cui ritornò in Italia nel 1962. Qui incominciò a collaborare proficuamente con Il Corriere dei Piccoli per il quale, tra le altre cose, realizzò le riduzioni a fumetti di numerosi romanzi della letteratura per ragazzi, come L'isola del tesoro e Il ragazzo rapito di Robert Louis Stevenson, entrambe sceneggiate da Mino Milani, e diede vita, ancora assieme ad Alberto Ongaro, al suo secondo giustiziere mascherato, emulo e prosecutore dell'Asso di Picche, L'Ombra.
La svolta importante nella sua carriera avvenne con l'incontro con l'imprenditore ed editore genovese Florenzo Ivaldi. Era il 1967 e i due decisero di aprire una rivista dal titolo Sgt. Kirk, dove pubblicare le storie argentine del cartoonist, alcuni classici americani e degli inediti. Sul numero 1, il primo inedito a esordire fu proprio Una ballata del mare salato, la prima avventura di Corto Maltese, il più famoso e importante personaggio di Pratt. La narrazione, come la maggior parte delle avventure del suo personaggio, rimanda la memoria ai grandi romanzi d'avventura di Conrad, Melville, Lewis, Cooper, Dumas, che tanto successo e tanta fama hanno avuto presso generazioni di lettori. Ma soprattutto, a ispirare Pratt per questa storia fu La laguna azzurra di Henry De Vere Stacpoole. Questa prima storia, autentica pietra miliare del fumetto, fu successivamente ristampata anche sulle pagine del Corriere dei Piccoli. Nel 1969 lavorò con Mino Milani, sempre per il Corriere dei Piccoli, all'adattamento dei romanzi Le tigri di Mompracem e La riconquista di Mompracem di Emilio Salgari, che non fu completato. Le due storie incomplete sono state ritrovate da Alfredo Castelli e pubblicate in volume nel 2009.
Nel 1970 Corto ritornò, questa volta sulle pagine della rivista per ragazzi francese Pif Gadget, ove vennero pubblicate ventuno brevi storie di cui il malinconico marinaio è l'assoluto protagonista. La prima s'intitola Il segreto di Tristan Bantam (tra i migliori racconti vanno ricordati anche Per colpa di un gabbiano, La laguna dei bei sogni, Concerto in O' minore per arpa e nitroglicerina, L'ultimo colpo). Pratt ricordò poi di quegli anni che "bisognava rispolverare Marx ed Engels, autori che dovetti frequentare e che mi annoiarono immediatamente. Visitai anche Marcuse e qualche altro e ritornai ai classici dell'avventura. Venni subito accusato di infantilismo, di edonismo e di fascismo". In seguito Pratt fu licenziato poiché l'editore, politicamente vicino al Partito Comunista Francese, lo tacciava di libertarismo.
(Hugo Pratt)
A metà degli anni settanta, a Venezia, Hugo Pratt strinse grande amicizia con il giovane Lele Vianello che, assorbendone la tecnica e lo stile, diventò suo braccio destro collaborando graficamente alle sue opere. Nel borgo di Malamocco a Venezia si forma un gruppo di disegnatori di cui oltre a Pratt e Vianello fa parte anche Guido Fuga.
Nel 1974 Pratt cominciò a disegnare Corte Sconta detta Arcana, operando un primo notevole cambiamento stilistico in direzione della semplificazione: "Vorrei arrivare a dire tutto con una linea", ripeteva - e da allora le storie di Corto ebbero sempre la forma di romanzi a fumetti più o meno lunghi. Alcuni di loro si affermarono presto come classici assoluti del fumetto (il già citato Corte Sconta, Favola di Venezia, La casa dorata di Samarcanda). La serie termina con Mū - la città perduta, disegnato nel 1988 e pubblicato in volume nel 1992.
Il maestro di Malamocco (come lo definì Oreste Del Buono) aveva però in mente un altro capitolo per la saga del marinaio con l'orecchino e che sarebbe stata la continuazione de La giovinezza, opera del 1981 nella quale si narrava una parte dell'adolescenza del protagonista. La casuale scoperta di alcune strisce, tredici in tutto, con dialoghi solo abbozzati, avvenuta nel settembre del 2005 da parte della figlia di Pratt rovistando dentro una rivista, ne è la prova.
Attraverso le avventure del suo marinaio, Pratt si affermò come uno dei più importanti autori di fumetti al mondo. Il suo immaginario così colto e popolare al contempo, la perenne ricerca di uno stile grafico essenziale ed espressivo (tenendo sempre a mente la lezione del maestro Milton Caniff e costeggiando, per certi versi, le soluzioni della "linea chiara" franco-belga), la capacità illustrativa che beneficiava di una solida cultura cinematografica, la consumata abilità narrativa lo rendono un punto di riferimento per chi voglia studiare le possibilità espressive della "letteratura disegnata" (orgogliosa definizione data dallo stesso Pratt, che comunque preferiva farsi chiamare "fumettaro").
Nel 1978 recita nel film Quando c'era lui... caro lei! di Giancarlo Santi, una parodia dei metodi usati durante il fascismo. Poi recita nel film Blue Nude nella parte del cattivo.

### Le ultime opere

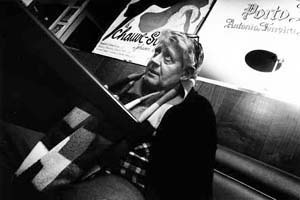
Pratt nel 1989

Oltre alla serie di Corto Maltese, Pratt è stato autore di un'altra serie d'avventura, Gli scorpioni del deserto, ambientata in Africa durante la seconda guerra mondiale e terminata da altri disegnatori dopo la sua morte. Ha collaborato alla collana Un uomo, un'avventura, edita da Bonelli (allora Editoriale Cepim), con quattro storie: L'uomo del sertão, L'uomo della Somalia, L'uomo dei Caraibi e L'uomo del Grande Nord (quest'ultimo ripubblicato in seguito con il nome Jesuit Joe). Tutto ricominciò con un'estate indiana ed El Gaucho sono invece due storie scritte per l'amico e allievo Milo Manara.
Il 24 aprile 1987, Pratt cede a Cong Sa la proprietà e l'esclusiva dell'esercizio del diritto d'autore di tutta la sua produzione, passata e futura.

## Scrittore
Hugo Pratt scrisse anche alcuni romanzi d'avventura, perlopiù ispirati alle (o ispiratori delle) sue storie a fumetti. Una ballata del mare salato e Corte Sconta detta Arcana vedono protagonista, come nel loro corrispettivo a fumetti, ancora Corto Maltese (così come Aspettando Corto); mentre Il romanzo di Criss Kenton ripropone in prosa le avventure già narrate in Wheeling, così come Jesuit Joe rappresenta la versione in romanzo del fumetto L'uomo del grande Nord.

## Massoneria
Il nonno e il padre di Pratt furono massoni, e Hugo Pratt fu membro della Gran Loggia d'Italia degli Alam, dove fu iniziato apprendista massone nella Loggia "Hermes" all'Oriente di Venezia il 19 novembre 1976, passato compagno il 27 aprile 1977, e poi maestro massone il 26 novembre 1977. Entrò negli alti gradi del Rito Scozzese Antico e Accettato l'11 novembre 1989, nella Loggia di perfezione "La Serenissima", del Supremo Consiglio d'Italia, durante una cerimonia svoltasi a Nizza in comune con la Loggia di perfezione "L'Olivier secret", del Grand Collège des Rites (Gran Collegio dei Riti) del Grande Oriente di Francia, sebbene non abbia mai voluto rivelare tale appartenenza nemmeno agli amici più intimi.
La massoneria è esplicitamente citata nei racconti a fumetti Favola di Venezia, Wheeling ed El Gaucho. La Gran Loggia d'Italia, dopo la sua morte, ha organizzato diversi convegni pubblici sul suo personaggio Corto Maltese e in Francia, a Parigi, è stata organizzata nel 2012 una mostra di fumetti dell'autore italiano presso il Musée de la Franc-Maçonnerie.

### Morte
Pratt morì il 20 agosto 1995 a causa di un cancro del colon-retto. Fu sepolto alle porte del paese di Grandvaux, nel Canton Vaud in Svizzera, dove viveva dal 1984 nella sua casa situata nei pressi del Lago Lemano.

## Omaggi
Negli anni si sono susseguite generazioni di autori, appassionati di fumetto o semplici fan che hanno voluto tributare a Pratt o a Corto Maltese, il suo personaggio più famoso, un omaggio, sia quando Pratt era ancora in vita sia dopo la sua morte.
Tra queste la saga di Giuseppe Bergman, scritte e disegnate da Milo Manara, grande amico e, per sua stessa affermazione, allievo di Pratt: in queste, il protagonista Giuseppe Bergman viene istruito "all'avventura" da un creatore di avventure di nome HP, uguale in tutto e per tutto al Maestro veneziano. Sempre dello stesso Manara si può ricordare Tribute for Corto, scritto e disegnato dopo la morte del creatore del marinaio con l'orecchino. In particolare per quanto riguarda Corto, gli omaggi, specialmente da parte disegnatori, ma anche di scrittori e giornalisti, sono numerosissimi: Dino Battaglia, Andrea Pazienza, Vittorio Giardino, Vincenzo Mollica, Umberto Eco, Christian Kracht, Stefano Babini.
Frank Miller gli dedicò una storia di Sin City dal titolo Notte silenziosa, e anni prima aveva chiamato "Corto Maltese" un'isola nella miniserie Il ritorno del Cavaliere Oscuro (citazione ripresa nel film Batman del 1989 di Tim Burton).
Nel 1971, il regista e critico cinematografico Ernesto G. Laura dedica a Pratt il cortometraggio documentario I mari della mia fantasia, che illustra il lavoro del disegnatore.
Nel 2017, viene pubblicata su Topolino la storia Topo Maltese, una ballata del topo salato, omaggio a Corto Maltese e alla sua prima avventura in occasione dei 50 anni della pubblicazione della stessa, per i testi di Bruno Enna e i disegni di Giorgio Cavazzano.

## Opere
- Asso di Picche (1945-1949)
- Sgt. Kirk (1953-1959 - testi di Héctor Oesterheld
- Ticonderoga (1957-1958) - testi di Héctor Oesterheld
- Ernie Pike (1957-1959) - testi di Héctor Oesterheld
- Anna nella giungla (1959-1960)
- Storie di guerra (1959-1963)
- Capitan Cormorant (1962)
- Wheeling (1962-1995)
- Le avventure di Billy James (1962-1970) - testi di Mino Milani
- Simbad il marinaio (1963) - testi di Mino Milani
- L'Ombra (1964) - testi di Alberto Ongaro
- L'isola del tesoro (1965-1966) - testi di Mino Milani
- Il ragazzo rapito (1967) - testi di Mino Milani
- Fanfulla (1967-1968) - testi di Mino Milani
- Corto Maltese (1967-1988)
- Gli scorpioni del deserto (1969-1992)
- Sandokan (1970) - testi di Mino Milani
- L'uomo dei Caraibi (1977)
- L'uomo del sertão (1978)
- L'uomo della Somalia (1979)
- L'uomo del Grande Nord (1980)
- Tutto ricominciò con un'estate indiana (1983) - disegni di Milo Manara
- Cato Zulu (1984-1988)
- El Gaucho (1991-1992) - disegni di Milo Manara
- In un cielo lontano (1993)
- Saint-Exupéry - L'ultimo volo (1994)
- Morgan (1995)

## Filmografia
- La notte dell'alta marea, regia di Luigi Scattini (1977)
- Blue Nude, regia di Luigi Scattini (1977)
- Quando c'era lui... caro lei!, regia di Giancarlo Santi (1978)
- Rosso sangue (Mauvais Sang), regia di Leos Carax (1986)
- Nero., regia di Giancarlo Soldi (1992)

## Premi e riconoscimenti
Nel 1969 vince il Gran Guinigi al Salone Internazionale dei Comics.
Nel 1976 ha vinto il premio per il miglior album realistico straniero al Festival d'Angoulême per Una ballata del mare salato.
Nel 1987 ha vinto l'Alfred per il miglior fumetto straniero al Festival d'Angoulême con l'albo Un'estate indiana
Nel 1988 vince il premio speciale Grand Prix de la ville d'Angoulême per il quindicesimo anniversario della manifestazione.
Nel 2005, a dieci anni dalla morte, gli è stato assegnato il premio Eisner (sezione Hall of Fame), uno dei più prestigiosi riconoscimenti statunitensi riguardanti il mondo dei fumetti.